# Mercedes-Benz Busscar «BusStar»
Mercedes-Benz Busscar «BusStar» — семейство туристических автобусов совместной разработки Mercedes-Benz и Busscar. Сборка происходит в Мексике. Автобус построен на платформе О500 разработки Mercedes-Benz.

## История
В 2007 году компания Busscar начала разработку совместно с Mercedes-Benz на платформе О500 Mercedes-Benz. В 2009 началось серийное производство для мексиканского рынка.

## Модификации

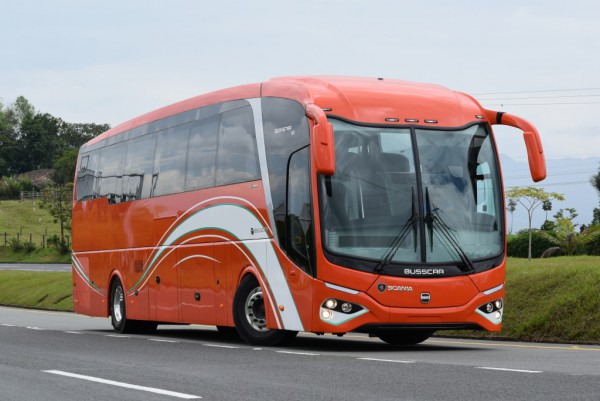
Mercedes-Benz BusStar 1-этажная версия

Busstar имеет 2 модификации кузова и 2 варианта колесных формул. Модификации кузова делятся на особо большие (двух-этажные ) и большие (одно-этажные). Также на выбор предлагаются 2 типа колесных формул: 6 х 2; 4 х 2